# Cementerios de la Guillotière
Los Cementerios de la Guillotière son dos cementerios situados en el distrito de la Guillotière, dentro de los 7e y 8e distritos de Lyon. Fueron creados en el siglo XIX para hacer frente a la falta de espacios para enterrar a los fallecidos. Hay que distinguir entre el antiguo cementerio (construido en 1822) y el nuevo cementerio (construido en 1854), separados únicamente por una calle y unas vías de tren.

## Historia
Antes de finales del siglo XVII en Lyon solo existían cementerios parroquiales de pequeño tamaño.
En 1695 se creó el llamado cementerio «de la Madeleine», para albergar especialmente los fallecidos provenientes del hospital l'Hôtel-Dieu. En 1807, bajo el mandato del Sr. Fay-Sathonay, se crea el cementerio de Loyasse en la colina de Fourvière.
Pero esos dos cementerios siguen siendo insuficientes para hacer frente a las necesidades de una ciudad industrial en plena expansión demográfica.
En la reunión que tuvo lugar el 1 de marzo de 1795 se decide la creación del cementerio de la Guillotière en el lugar llamado «clos Macors», en el municipio de La Guillotière lo largo de la carretera dirección Grenoble (en lugar de en "Les Communaux de la Tête d'Or" o "La loge de la Bienfaisance", situada en Brotteaux). Esta tierra era propiedad de John Balthazar Macors, sentenciado a muerte el 5 de diciembre de 1793 por el Comité Revolucionario de Lyon, acusado de contrarrevolucionario.
Sin embargo, el cementerio no se inauguró hasta 1822. Tras la anexión del distrito de la Guillotière a Lyon en 1852, éste se convierte en el cementerio principal de la ciudad. Sin embargo, en 1854, se comprueba que se trata de un cementerio insuficiente y se decide  completarlo con la creación de otro. Los dos cementerios, apenas separados por una centena de metros, actualmente están divididos por el cruce de la avenida Berthelot y las vías de tren que conectan la estación de la Part-Dieu y la de Perrache.
Según un censo llevado a cabo en 1990, los dos cementerios Guillotière contaban en ese momento con aproximadamente 40 000 tumbas.

## Características
Muchos lioneses destacados están enterrados allí: los hermanos Auguste (fallecido el 10 de abril de 1954) y Louis Lumière (fallecido el 6 de junio de 1948), Marius Berliet (fallecido el 17 de abril de 1949), el pintor Hector Allemand (fallecido en 1886); el profesor Victor Grignard, Premio Nobel de Química (fallecido el 13 de diciembre de 1935), Jacques Martin, presentador televisivo (fallecido en 2007), entre otros.
También se han construido varios monumentos, como por ejemplo la tumba de los Rancy, rematada con cabezas de caballo; la capilla de los hermanos Lumière o también una hilera de estatuas situadas en el pasillo central hacia el edificio del crematorio.
|                                       |
| Antiguo cementerio de la Guillotiere. |

|                                                    |
| Crematorio del Nuevo cementerio de la Guillotiere. |

|                                                                     |
| Monumento a los caídos en la guerra de 1870, en el nuevo cementerio |